# Warin (Name)
Warin (nach dem altrömischen Gott Quirinus) ist ein männlicher Vorname.

## Varianten
- Gerin und Guarin.

### Namensträger
- Warin von Poitou († 679), Heiliger
- Warin (Thurgau) († 774), Organisator des fränkischen Alemannien nach dem Blutgericht zu Cannstatt
- Warin von Mâcon († 853)
- einen Gaugrafen Warin des fränkischen Maingau, siehe Maingaugrafen
- Warin von Köln († 985), Erzbischof von Köln
- mehrere Äbte des Klosters Corvey, siehe Liste der Äbte von Corvey
  - Warin I. (Corvey) (* um 800; † 856), ab 831 Abt des Klosters Corvey
  - Warin II. (auch Werner; † 1079), von 1071 bis 1079 Abt von Corvey
- Guarinus von Sitten (um 1065–1150), Heiliger

### Familienname
- Roger Warin, später Roger Wybot (1912–1997), französischer Geheimdienstleiter (DST)
- Pierre Warin (* 1948), belgischer Geistlicher, Bischof von Namur